# Sojus 32
Sojus 32 ist die Missionsbezeichnung für den am 25. Februar 1979 gestarteten Flug eines sowjetischen Sojus-Raumschiffs zur sowjetischen Raumstation Saljut 6. Es war der siebente Besuch eines Sojus-Raumschiffs bei dieser Raumstation und der 52. Flug im sowjetischen Sojusprogramm. Nach Sojus 31 wurde ein unbemanntes Sojus-T-Raumschiff unter der Tarnbezeichnung Kosmos 1074 gestartet.

## Besatzung

### Startbesatzung
- Wladimir Afanassjewitsch Ljachow (1. Raumflug), Kommandant
- Waleri Wiktorowitsch Rjumin (2. Flug), Bordingenieur

Ljachow und Rjumin waren zuvor schon zusammen Unterstützungsmannschaft von Sojus 26 und Ersatzmannschaft für Sojus 29.

### Ersatzmannschaft
- Leonid Iwanowitsch Popow, Kommandant
- Walentin Witaljewitsch Lebedew, Bordingenieur

Die Unterstützungsmannschaft bestand aus Wjatscheslaw Sudow und Boris Andrejew.

### Rückkehrbesatzung
Die Rückkehrkapsel landete leer.

## Missionsüberblick
Ljachow und Rjumin bildeten die dritte Stammbesatzung von Saljut 6 (Saljut 6 EO-3). In ihrer Anwesenheit wurden drei Versorgungsraumschiffe, Progress 5, 6 und 7, empfangen und entladen. Am 15. August verließen die Kosmonauten die Station zu Außenarbeiten für eine Stunde und 23 Minuten.
Während des Aufenthalts war der Besuch der Interkosmos-Besatzung von Sojus 33 geplant. Die Kopplung konnte wegen Problemen mit dem Haupttriebwerk von Sojus 33 nicht erfolgen. Damit war auch der Austausch der Sojus 32 gegen Sojus 33 als Rückkehrmodul für die Stammmannschaft nicht mehr möglich. Die Lebensdauer der Sojus-Raumschiffe war zu diesem Zeitpunkt auf 90 Tage begrenzt und endete damit am 26. Mai. Daher wurde am 6. Juni das Raumschiff Sojus 34 unbemannt zur Station geschickt. Nach erfolgreicher Kopplung wurde die alte Sojus 32 abgetrennt und landete am 13. Juni ohne Besatzung. Ljachow und Rjumin landeten mit Sojus 34 erfolgreich. 